# Muzeum Medycyny i Farmacji Śląskiego Uniwersytetu Medycznego
Muzeum Medycyny i Farmacji Śląskiego Uniwersytetu Medycznego – muzeum medyczne z siedzibą przy ul. Ostrogórskiej 30 w Sosnowcu. Zostało utworzone z inicjatywy Śląskiego Uniwersytetu Medycznego w Katowicach 12 grudnia 2018 roku.

## Historia
W 2013 roku rektor Śląskiego Uniwersytetu Medycznego w Katowicach prof. dr hab. Przemysław Jałowiecki powołał zespół, którego zadaniem było przygotowanie katalogu eksponatów uczelni z zakresu medycyny i farmacji.
W 2017 roku, z okazji jubileusz 70-lecia Śląskiego Uniwersytetu Medycznego w Katowicach, zaczęto przygotowywać sale muzealne i ekspozycję.
Uroczystego otwarcia 12 grudnia 2018 roku dokonali rektor uczelni prof. dr hab. Przemysław Jałowiecki, dziekan Wydziału Nauk Farmaceutycznych w Sosnowcu Śląskiego Uniwersytetu Medycznego prof. dr hab. Krystyna Olczyk oraz prezydent Sosnowca Arkadiusz Chęciński. Jego siedziba mieści się przy ul. Ostrogórskiej 30 w Sosnowcu.